# 山城大橋
山城大橋（やましろおおはし）とは、京都府城陽市と京田辺市間の木津川に架かる橋である。

## 概要
国道307号に架かる長さ540.5m、幅21mの道路橋である。東側で堤防上を走る国道24号に接続しており、山城地域の交通の要所となっている。現在の山城大橋は1998年に開通した2代目で、中央部に長さ128m、高さ18mのアーチを持つのが特徴。
- 長さ - 540.5m
- 幅 - 21m
- 車線数 - 4車線
- 制限速度 - 50km/h
- 形式 - 単独単弦ローゼ橋
- 総事業費 - 約80億円

## 沿革
木津川の山城大橋付近では、近世代から「草内の渡し」として帆掛船の舟運が行われ、明治末期には渡し船が入札金60円、舟運8厘で運行された。大正からは牛も渡したという記録があり、1921年（大正10年）頃には入札金120円、舟運1銭で運行されていた。1934年（昭和9年）4月1日には指定府道枚方水口線に認定され、渡し船も無料となった。戦時中の1945年（昭和20年）には、現在の山城大橋付近の木津川河川敷にB-29が墜落したという記録が残っている。
戦後の1953年（昭和28年）に主要地方道枚方水口線となり、1959年（昭和34年）秋には、数十年にわたって「青草橋」「青谷橋」として構想されていた念願の山城大橋建設工事が着工し、5年後の1964年（昭和39年）4月14日に開通した。
開通と同時に長きにわたって行われてきた渡し船は役目を終えて廃止となった。開通した山城大橋は当時京都府下最長の512.0mを誇り、高さ11mのアーチを8つ持つランガーガーダー式の橋で、総工費は約2億6千万円であった。
この頃、主要地方道枚方水口線の二級国道（1965年4月から一般国道）昇格運動が始まり、その後1970年（昭和45年）4月1日に一般国道307号に指定された。
昭和末期になると、山城大橋東詰交差点を先頭に渋滞が多発し、幅員6mで歩道も設置されていないことが問題となった。そのため国道307号・国道24号の渋滞解消と両岸の交通の円滑化、橋を渡る歩行者の安全性の確保を目的として、山城大橋の架け替え計画が構想された。1980年代半ばからは新田辺駅周辺の渋滞解消策策として1979年8月に都市計画決定した田辺バイパスが事業化されており、関連して山城大橋の架け替え構想が具体化された。
架け替え工事は1988年に着手し、下流側に新しい橋を建設する形で進められた。総工費は約80億円で、11年近くの歳月を要して1998年（平成10年）11月26日に開通した。長さ540.5m、幅員は21m（4車線の車道・両側に2.5mの歩道を設置）と旧橋の3倍以上の幅となり、中央部には高さ18m、長さ128mのアーチが設置された単独単弦ローゼ橋である。橋げた・アーチの色は旧橋と関西文化学術研究都市のイメージカラーである虹色を参考にして決められた。
山城大橋の架け替え工事完了により、以前に多く発生していた交通渋滞の解消に大きく貢献した。その後山城大橋東詰交差点では、西行きの直進車線が2レーン化される改良工事が行われ、さらに所要時間の短縮が実現している。

### 年表

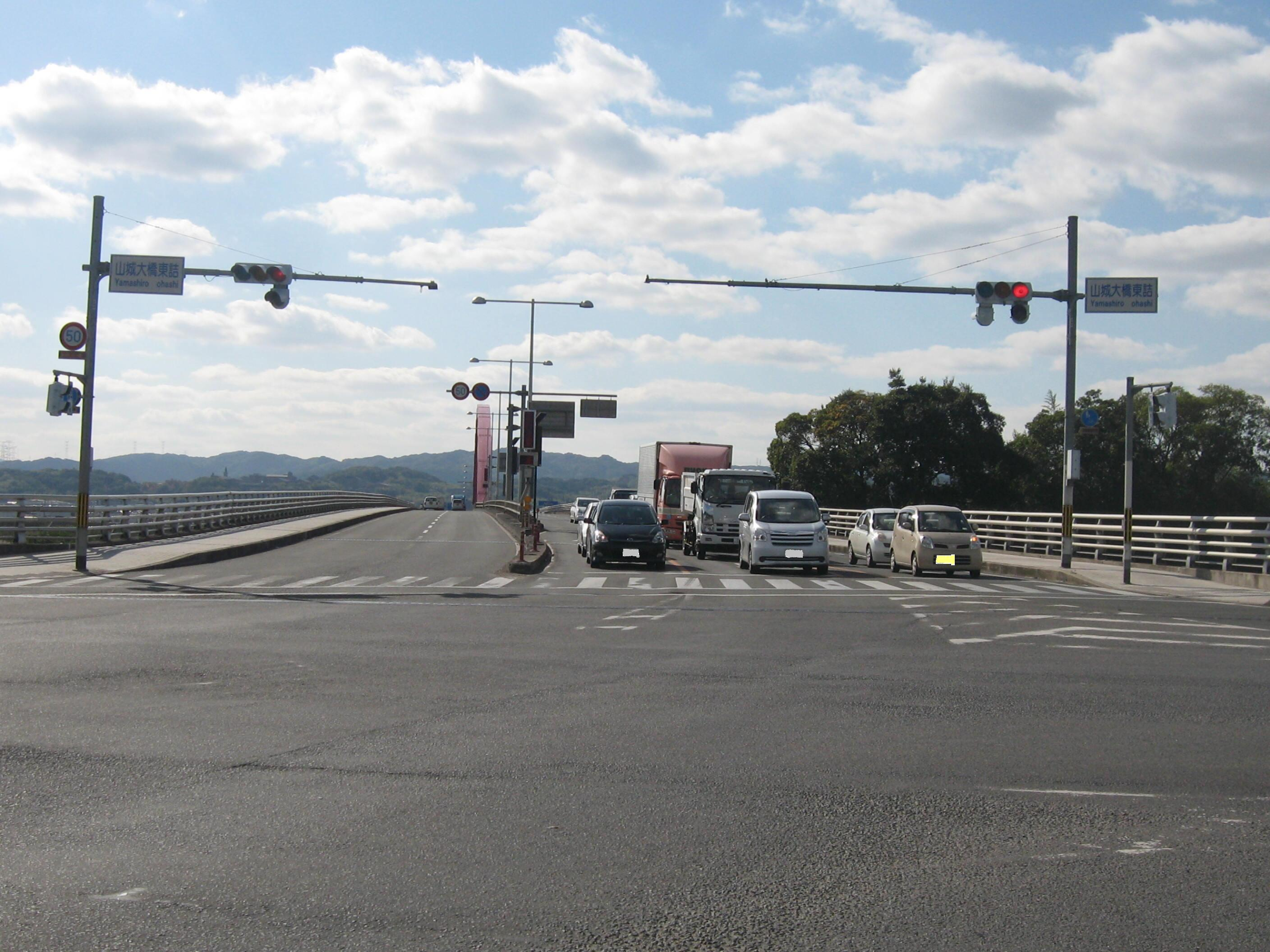
山城大橋東詰交差点（2011年11月16日撮影）

- 1934年4月1日 - 渡しが府道に認定され、無料となる
- 1954年1月20日 - 主要地方道枚方水口線に昇格（大阪府は同年6月10日認定、滋賀県は同年9月6日認定、京都府は1955年10月18日認定）。
- 1959年12月24日 - 起工式を実施
- 1964年4月14日 - 初代山城大橋が開通。渡しは廃止となる[6]
- 1970年4月1日 - 主要府道から国道307号へ昇格
- 1988年 - 架け替え事業開始
- 1998年11月26日 - 2代目山城大橋が開通

## 近隣の施設
- 木津川運動公園（京田辺市）
- ネッツトヨタヤサカALAL京田辺店
- DCMダイキ京田辺店
- 山城自動車教習所（井手町）

## 上流・下流の橋
- 玉水橋（山城大橋の約3km上流にかかっている道路橋）
- 木津川橋梁（山城大橋の約2.5km下流にかかる近鉄京都線の鉄道橋）
- 新木津川橋（山城大橋の約4.5km下流にかかる京奈和自動車道の道路橋）